# ماركو كورز
ماركو كورز (بالألمانية: Marco Kurz)‏ (16 مايو 1969 ألمانيا - ) هو لاعب كرة قدم ألماني، يلعب كمدافع.

## وصلات خارجية
ماركو كورز على موقع قاعدة بيانات كرة القدم.إي يو (الإنجليزية)
- ماركو كورز على موقع بيانات كرة القدم. دي إي (الألمانية)
- ماركو كورز على موقع عالم كرة القدم.نت (الإنجليزية)